# Haitianisch-peruanische Beziehungen
Die Haitianisch-peruanischen Beziehungen beschreiben das bilaterale Verhältnis zwischen der Republik Haiti einerseits und der Republik Peru andererseits.
Beide Länder sind Mitglieder der Vereinten Nationen, der Organisation Amerikanischer Staaten und der Gemeinschaft der Lateinamerikanischen und Karibischen Staaten (CELAC).

## Geschichte und Stand
Haiti erlangte die Unabhängigkeit von der früheren Kolonialmacht Frankreich im Jahr 1804, während Peru im Jahr 1821 von Spanien unabhängig wurde.
Beide Länder nahmen im Jahr 1929 diplomatische Beziehungen auf, womit Peru das zwölfte Land wurde, zu dem Haiti offizielle Beziehungen hatte, Der Botschafter von Peru in der Dominikanischen Republik ist in Haiti nebenakkreditiert. Peru hat in Port-au-Prince einen Honorarkonsul bestellt. Ebenso hat Haiti einen Honorarkonsul in Lima bestellt.
In der Mission des Nations Unies pour la stabilisation en Haïti (MINUSTAH; 2004 bis 2017) stellte Peru ein Kontingent von rund 200 Blauhelmsoldaten. Im Juli 2007 führte der Verteidigungsminister von Periu, Allan Wagner Tizón, einen offiziellen Besuch in Haiti durch, in dessen Rahmen er auch die UN-Soldaten seines Landes inspizierte. Im Namen mehrerer an der MINUSTAH teilnehmenden Länder nahm Peru am 11. April 2017 an der Sitzung des Sicherheitsrates der Vereinten Nationen teil, in der beschlossen wurde, die Mission zu beenden und durch eine kleinere Mission mit der Bezeichnung MINUJUSTH zu ersetzen, die sich auf die Stärkung der Rechtsstaatlichkeit und den Aufbau von Polizeikräften konzentriert. In seiner Rede betonte der peruanische Vertreter bei den Vereinten Nationen, dass nach 13 Jahren der Mission der Stabilisierungsprozess in Haiti und die politischen Perspektiven des Landes, insbesondere nach den jüngsten Präsidentschaftswahlen, deutliche Fortschritte aufwiesen.
Am Rande des 5. Gipfeltreffens der CELAC wurde im Januar 2017 ein bilaterales Rahmenabkommen über Freundschaft und technische Zusammenarbeit zwischen Haiti und Peru unterzeichnet.
Angesichts der Krise in Haiti bekräftigte die Regierung Perus ihr Engagement für ein prosperierendes und sicheres Haiti und bekundete ihre Solidarität mit dem haitianischen Volk und seiner Regierung. Sie forderte ein Ende der barbarischen Taten krimineller Banden zum Wohle und zur Entwicklung des haitianischen Volkes.  Peru werde sich weiterhin an multilateralen Initiativen zur Unterstützung Haitis beteiligen, um einen Ausweg aus der tiefen, multidimensionalen Krise zu fördern.